# إدي باورز
إدي باورز (بالإنجليزية: Edward Joseph Powers)‏ هو مدرب رياضي أمريكي، ولد في 13 نوفمبر 1886 في Elora, Ontario ‏ في كندا، وتوفي في 18 يناير 1943 في نيو هيفن في الولايات المتحدة.

## وصلات خارجية
- إدي باورز على موقع HockeyDB.com (الإنجليزية)